# Chuandao
Chuandao (kinesiska: 川岛) är en köping i sydöstra Kina. Den ligger i Taishan i staden Jiangmen i provinsen Guangdong, omkring 150 kilometer sydväst om provinshuvudstaden Guangzhou. Antalet invånare är 28 272. Befolkningen består av 13 796 kvinnor och 14 476 män. Barn under 15 år utgör 11,0 %, vuxna 15-64 år 72 %, och äldre över 65 år 15,0 %.